# Morana

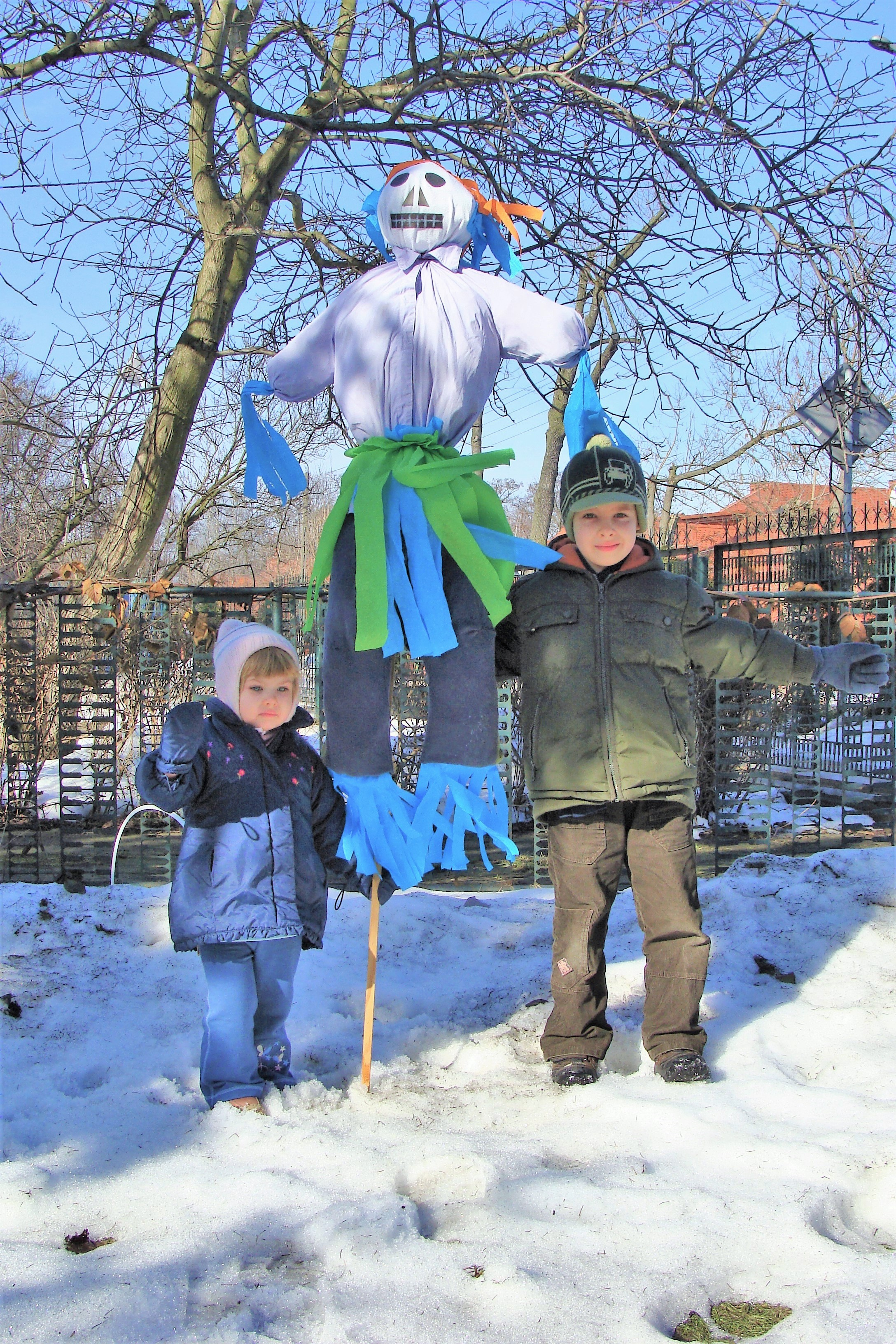
Morana. Poland.

Morana (ryska: Марена, polska: Marzanna, Śmiertka, slovakiska: Morena, Marmuriena, tjeckiska: Morana, Smrtka) är i väst- och öst-slavisk tradition en gudinna relaterad till säsongens ritualer av naturens fruktbarhet, födelse, död och uppståndelse.